# Sveta Jelena (Zengg)
Sveta Jelena falu Horvátországban, Lika-Zengg megyében. Közigazgatásilag Zengghez tartozik.

## Fekvése
Zengg központjától 4 km-re északra, a Velebit-hegység lábánál a 8-as számú főút mellett, a tengerparton egy kis öbölben fekszik.

## Története
A Zenggtől északra fekvő kis öbölben a 14. század közepén a pálos atyák kolostort építettek, amelyet Szent Ilona tiszteletére szenteltek. A kolostort a török valószínűleg többször feldúlta. A pálosok 1785-ben a rend felszámolása után az épületet végleg elhagyták és az enyészet martaléka lett. A település lakosságát csak 2011 óta számlálják önállóan, akkor 16 állandó lakosa volt. Üdülőfalu, lakói a turizmusból élnek. A part közelében több kiadó apartmanház található.